# Cirnik (Brežice)
Cirnik é uma vila localizada no município de Brežice na Eslovênia. Possuía uma população estimada de 123 habitantes em 2020.